# La flor de mi secreto
La flor de mi secreto es una película española escrita y dirigida por Pedro Almodóvar en 1995.

## Argumento
Leo Macías es una escritora de novela rosa que escribe bajo el pseudónimo de Amanda Gris. Su editorial la obliga a escribir cinco novelas al año, pero debido a sus problemas personales lo incumple. Su marido, Paco, es militar y está mucho tiempo fuera de casa.
Leo es una mujer muy dependiente de los demás, la vida se le complica con pequeñeces, a tal grado de solicitar ayuda para poder quitarse los botines que alguna vez Paco le regaló, precisamente es Betty, su mejor amiga y amante de su esposo, quien la ayuda a quitárselas. Leo tiene un fuerte encuentro con los editores de sus novelas, los cuales ven un cambio en el estilo literario, cambio que ella no propició voluntariamente y que la han llevado a hacerla amarga y triste, y se encuentra ante la posibilidad de una demanda por incumplimiento de contrato. 
Leo es víctima de un robo, una obra literaria, la cual deposita en la basura, sin registrarla y es rescatada por Antonio, el hijo de su sirvienta, quien logra colocar la historia para realizar una película por Bigas Luna, y de esta forma recabar fondos para presentar un show de baile, el cual relanzaría a su madre como la mejor bailaora de flamenco del momento.
Leo se acerca a Ángel, amigo de Betty, para solicitar trabajo, y el primer encuentro resulta un fracaso, ya que ella se niega a escribir críticas literarias en el periódico El País, del cual Ángel es el director.
En un cierto momento, Paco visita a su mujer, pero es  escenario de una nueva pelea conyugal, y a un divorcio, lo cual lleva a Leo al borde del suicidio, fallido, que lo aleja más de Paco, pero lo acerca más a Ángel, en él encuentra un total apoyo, ella descubre su secreto esa noche fatídica, él la chantajea, y aprovecha esa situación para presentar sus novelas de toque romántico, las cuales son un éxito bajo el nombre de Amanda Gris, permitiendo a Ángel ser el escritor y a Leo, ser la agente de Ángel, para lo cual él le pagará el 20% como regalías.

## Reparto
- Marisa Paredes como Leo Macías
- Juan Echanove como Ángel
- Carme Elías como Betty
- Imanol Arias como Francisco "Paco" Arcos
- Rossy de Palma como Rosa
- Chus Lampreave como la madre de Leo y Rosa
- Kiti Manver como Manuela
- Manuela Vargas como Blanca
- Joaquín Cortés como Antonio
- Gloria Muñoz como Alicia, editora
- Juan José Otegui como Tomás, editor
- Nancho Novo como Fernando
- Jordi Mollà como Roberto

## Producción
Entre las localizaciones de rodaje se encuentra Almagro, la Plaza Mayor y la Plaza de Puerta de Moros de Madrid, entre otros lugares.

## Comentarios
La flor de mi secreto nos revela en su metraje al Almodóvar más sensible y sensibilizador, es una película para llorar y disfrutar llorando con una Marisa Paredes que está espléndida en su papel de escritora de novelas rosa encadenada a un contrato en favor de mantener su anonimato. Esta mujer vive una guerra dentro de su matrimonio ya que su marido la rehúye y siempre que se ven acaban discutiendo. Encontramos pistas para películas posteriores, como por ejemplo, la mejor amiga de Leocadia (Marisa Paredes) se llama Betty y trabaja haciendo seminarios sobre trasplantes en un hospital y esta toma es muy similar a la secuencia de la película Todo sobre mi madre.
También en una de las novelas que escribe su personaje, que en vez de rosa le sale negra, narra la historia de una mujer que esconde el cadáver de su marido en un arcón congelador del restaurante de un amigo vecino, esta escena es llevada a la película Volver, con Penélope Cruz.

## Premios y nominaciones
Premios Goya - 1996
| Categoría                     | Nominada                              | Resultado |
| ----------------------------- | ------------------------------------- | --------- |
| Mejor Dirección               | Pedro Almodóvar                       | Nominado  |
| Mejor Actriz                  | Marisa Paredes                        | Nominada  |
| Mejor Actriz de reparto       | Chus Lampreave                        | Nominada  |
| Mejor Actriz de reparto       | Rossy de Palma                        | Nominada  |
| Mejor dirección artística     | Wolfgang Burmann                      | Nominado  |
| Mejor maquillaje y peluquería | Juan Pedro Hernández, Antonio Panizza | Nominados |
| Mejor sonido                  | Bernardo Menz, Graham V. Hartstone    | Nominados |

Asociación de Cronistas de Espectáculos de Nueva York - 1997
| Categoría    | Nominada       | Resultado |
| ------------ | -------------- | --------- |
| Mejor Actriz | Marisa Paredes | Ganadora  |

Fotogramas de Plata - 1996
| Categoría    | Nominada       | Resultado |
| ------------ | -------------- | --------- |
| Mejor Actriz | Marisa Paredes | Ganadora  |

Festival Internacional de Cine de Karlovy Vary - 1996
| Categoría    | Nominada       | Resultado |
| ------------ | -------------- | --------- |
| Mejor Actriz | Marisa Paredes | Ganadora  |

Premios Sant Jordi de Cinematografía - 1996
| Categoría             | Nominada       | Resultado |
| --------------------- | -------------- | --------- |
| Mejor Actriz Española | Marisa Paredes | Ganadora  |

Premios de la Unión de Actores - 1996
| Categoría                 | Nominada       | Resultado |
| ------------------------- | -------------- | --------- |
| Mejor Actriz Protagonista | Marisa Paredes | Nominada  |
| Mejor Actriz Secundaria   | Chus Lampreave | Nominada  |
| Mejor Actriz Secundaria   | Rossy de Palma | Nominada  |

## Festivales
•	Muestra Internacional de Cine de Santo Domingo (República Dominicana), 2004
•	Jornadas de Cine Europeo en Manila (Filipinas), 1998
•	Festival Internacional de Cine de Karlovy Vary (República Checa), 1996